# Caloundra, Queensland
Caloundra, Queensland là một thành phố trong bang Queensland, Úc. Thành phố có dân số người (năm 2010). Thành phố có cự ly cách thủ phủ bang Brisbane km.